# 長野県道392号白石千曲線
長野県道392号白石千曲線（ながのけんどう392ごう しろいしちくません）は、長野県長野市と千曲市を結ぶ一般県道。起点から千曲市倉科までは通行不能（不通区間）となっている。

## 概要
現在供用している区間に限っていえば、「一目百万本」といわれるあんずの名所・あんずの里と、千曲市中心部（屋代）とを結ぶ路線である。あんず街道と呼ばれ、あんずの花の見ごろとなる時期には混雑する。

### 路線データ
- 起点：長野市松代町豊栄字白石（長野県道35号長野真田線交点）
- 終点：千曲市小島（屋代駅前交差点＝長野県道337号屋代停車場線交点）

## 沿革
- 2003年（平成15年）9月1日 - 市町村合併に伴い、白石更埴線から現在の路線名に変更。

## 別名
- あんず街道（千曲市森付近・横町交差点間）

## 通行不能区間
- 長野市松代町豊栄字白石付近（起点）・千曲市倉科字倉科山付近間
松代町側からは約2kmまで、千曲市側からは約1km（三滝付近）までは林道があるものの、その間の山中（直線距離にして3kmほど）には道が通じていない。

## 冬期通行止区間
- 千曲市倉科字倉科山付近（供用区間終点）・千曲市倉科字原付近間：1.3km
  - 12月中旬 - 翌年3月中旬

## 重複区間
- 国道403号（千曲市屋代横町付近・横町交差点間）

## 通過する自治体
- 長野市
- 千曲市

## 交差・接続する道路
- （長野市松代町豊栄白石付近＝起点） - ※不通区間
  - 長野県道35号長野真田線
- 富士見橋交差点（千曲市森）
  - 長野県道335号森篠ノ井線
- （千曲市森付近）
  - 千曲市道（あんず街道）
- （千曲市屋代横町付近）
  - 国道403号（谷街道） - ※重複区間ここから
- 横町交差点（千曲市屋代横町）
  - 国道403号（あんず街道） - ※重複区間ここまで
- 屋代駅前交差点（千曲市小島＝終点）
  - 長野県道337号屋代停車場線（ふれあい通り）

## 周辺
- あんずの里
- 科野の里歴史公園
  - 長野県立歴史館
  - 千曲市森将軍塚古墳館
    - 森将軍塚古墳
- 長野県屋代南高等学校
- 屋代駅